# Theridiidae
Theridiidae, em geral referida por teridídeos ou teridiídeos, é uma família de aranhas araneomorfas que agrupa mais de 2 200 espécies em 87 géneros em todo o Mundo. As características mais distintivas desta família de aracnídeos são a presença de uma placa genital na fêmea e de cribelo (são aracnídeos entelegíneos cribelados). Utilizam um fio de seda pegajosa para capturar as suas presas. A família inclui o género Latrodectus, as notórias viúvas negras.

## Descrição
As espécies incluídas nesta família caraacterizam-se pela presença de uma placa genital nas fêmeas, possuírem cribelo e recorrerem a fios pegajosos para construir as armadilhas com que capturam as suas presas. As suas teias seguem padrões geométricos tangentes à superfície sobre a qual se fixam. Estas aranhas que possuem cribelo, denominadas cribeladas, possuem o calamistro, um conjunto de pelos especiais (setae), dispostos em fila no metatarso do quarto par de patas, formando uma espécie de pente, o qual é entre espécies varia tanto em aparência como em desenvolvimento.
A família inclui as espécies cleptoparasitas do género Argyrodes, as quais muitas vezes têm corpos triangulares, semelhantes a vermes. Estas criaturas estranhas vivem nas teias das grandes aranhas e alimentam-se das presas capturadas pelas redes da aranha hospedeira. Às vezes atacam e comem o hospediro.
Muitas espécies dos géneros Theridion e Achaearanea são comuns em ambiente doméstico, com destaque para a espécie Achaearanea tepidariorum, a comum aranha-doméstica.
Pelo menos alguns membros do género Steatoda capturam formigas e outros insectos utilizando um fio de seda elástico e viscoso esticado na superfície do solo.
Uma espécie de Theridion, Theridion grallator, é conhecida como "aranha-de-cara-feliz", pela presença de aspectos morfológicos no seu corpo amarelo que se assemelham a um rosto sorridente.

## Sistemática
A clasificação em subfamílias que se segue adopta o sistema proposto por Joel Hallan.  Naquele sistema a família Theridiidae subdivide-se nas seguintes subfamílias e géneros:
| - Argyrodinae - Argyrodes Simon, 1864 - Neospintharus Exline, 1950 - Ariamnes Thorell, 1869 - Deelemanella Yoshida, 2003 - Faiditus Keyserling, 1884 - Rhomphaea L. Koch, 1872 - Spheropistha Yaginuma, 1957 - Hadrotarsinae - Anatea Berland, 1927 - Audifia Keyserling, 1884 - Dipoena Thorell, 1869 - Dipoenata Wunderlich, 1988 - Emertonella Bryant, 1945 - Euryopis Menge, 1868 - Eurypoena Wunderlich, 1992 - Gmogala Keyserling, 1890 - Guaraniella Baert, 1984 - Hadrotarsus Thorell, 1881 - Lasaeola Simon, 1881 - Phycosoma O. P.-Cambridge, 1879 - Yaginumena Yoshida, 2002 - Yoroa Baert, 1984 - Latrodectinae Petrunkevitch, 1928 - Crustulina Menge, 1868 - Latrodectus Walckenaer, 1805 - Steatoda Sundevall, 1833 - Pholcommatinae Simon, 1894 - Carniella Thaler & Steinberger, 1988 - Cerocida Simon, 1894 - Craspedisia Simon, 1894 - Enoplognatha Pavesi, 1880 - Helvidia Thorell, 1890 - Pholcomma Thorell, 1869 - Phoroncidia Westwood, 1835 - Proboscidula Miller, 1970 - Robertus O. P.-Cambridge, 1879 - Stemmops O. P.-Cambridge, 1894 - Styposis Simon, 1894 - Theonoe Simon, 1881 - Wirada Keyserling, 1886 - Sphintharinae - Chrosiothes Simon, 1894 - Episinus Walckenaer, in Latreille, 1809 - Moneta O. P.-Cambridge, 1870 - Spintharus Hentz, 1850 - Thwaitesia O. P.-Cambridge, 1881 - Theridiinae - Achaearanea Strand, 1929 - Achaearyopa Barrion & Litsinger, 1995 - Ameridion Wunderlich, 1995 | - Cabello Levi, 1964 - Cephalobares O. P.-Cambridge, 1870 - Chrysso O. P.-Cambridge, 1882 - Coleosoma O. P.-Cambridge, 1882 - Cyllognatha L. Koch, 1872 - Dipoenura Simon, 1908 - Echinotheridion Levi, 1963 - Exalbidion Wunderlich, 1995 - Helvibis Keyserling, 1884 - Histagonia Simon, 1895 - Keijia Yoshida, 2001 - Macaridion Wunderlich, 1992 - Molione Thorell, 1892 - Neottiura Menge, 1868 - Nesticodes Archer, 1950 - Nipponidion Yoshida, 2001 - Paratheridula Levi, 1957 - Propostira Simon, 1894 - Rugathodes Archer, 1950 - Sardinidion Wunderlich, 1995 - Simitidion Wunderlich, 1992 - Takayus Yoshida, 2001 - Tekellina Levi, 1957 - Theridion Walckenaer, 1805 - Theridula Emerton, 1882 - Thymoites Keyserling, 1884 - Tidarren Chamberlin & Ivie, 1934 - Wamba O. P.-Cambridge, 1896 - incertae sedis - Anelosimus Simon, 1891 - Astodipoena Petrunkevitch, 1958 † (fóssil, Cretáceo) - Asygyna Agnarsson, 2006 - Chorizopella Lawrence, 1947 - Clya Koch & Berendt, 1854 † (fóssil, Cretáceo) - Coscinida Simon, 1895 - Cretaraneus Selden, 1990 † (fóssil, Cretáceo) - Eodipoena Petrunkevitch, 1942 † (fóssil, Cretáceo) - Eoysmena Petrunkevitch, 1942 † (fóssil, Cretáceo) - Flegia Koch & Berendt, 1854 † (fóssil, Cretáceo) - Hetschkia Keyserling, 1886 - Icona Forster, 1955 - Jamaitidion Wunderlich, 1995 - Kochiura Archer, 1950 - Landoppo Barrion & Litsinger, 1995 - Marianana Georgescu, 1989 - Mictodipoena Petrunkevitch, 1958 † (fóssil, Cretáceo) - Municeps Petrunkevitch, 1942 † (fóssil, Cretáceo) - Nactodipoena Petrunkevitch, 1942 † (fóssil, Cretáceo) - Paidiscura Archer, 1950 - Selkirkiella Berland, 1924 - Tomoxena Simon, 1895 - Zercidium Benoit, 1977 |